# 點點綠
点点綠是一間1999年創辦的天然及有機食品零售連鎖店，截至2019年於香港有22間分店。点点綠的母公司為綠康集團，主席為黃家和。

## 食物安全事件
2019年，有市民投訴在点点綠購買菊花乾後，泡茶出現約30條白蟲。點點綠發表聲明指該產品或已過期，並指其杭白菊沒有品質問題。
2020年，消委會驗出點點綠售賣的幼海鹽含金屬污染物，惟數量並未超過內地標準及食品法典委員會所定的上限。
點點綠由於在其供應鏈中使用籠養雞蛋而面臨負面宣傳。由於這些農場的殘酷條件，以及在電池式籠飼中生產的雞蛋相關的健康風險，歐洲聯盟理事會指令1999/74/EC在2012年禁止籠養農場。